# تکنیک بگینگ
تکنیک بگینگ (به انگلیسی Bootstrap Aggregating) که به آن بگینگ (از bootstrap aggregating) نیز گفته می‌شود، یک الگوریتم فرا ابتکاری در یادگیری ماشین است که برای بهبود پایداری و دقت الگوریتم‌های یادگیری ماشین مورد استفاده در دسته‌بندی آماری و رگرسیون طراحی شده است. همچنین این تکنیک واریانس را در مدل کاهش داده و در پیش‌گیری از بیش‌برازش بیش کمک می‌کند. به معنای ساده‌تر، یک تکنیک یادگیری گروهی است که با هدف به حداقل رساندن واریانس مدل استفاده می شود. در تکنیک بگینگ برای آموزش هر مدل، یک بخشی از داده به صورت تصادفی انتخاب شده (bootstrap) و در پروسه تصمیم‌گیری، نظر مدل‌ها باهم ترکیب می‌شوند. اگرچه اغلب از این تکنیک برای روش‌های درخت تصمیم استفاده می‌شود، اما می‌توان از این تکنیک در هر روشی بهره گرفت.